# Adolf I van Anhalt
Adolf I van Anhalt (overleden te Zerbst op 28 augustus 1473) was van 1423 tot 1473 vorst van Anhalt-Köthen. Hij behoorde tot het huis Ascaniërs. 

## Levensloop
Adolf I was de oudste zoon van vorst Albrecht IV van Anhalt-Köthen en Elisabeth van Mansfeld, dochter van graaf Gebhard III van Mansfeld. 
Na de dood van zijn vader in 1423 erfde hij samen met zijn jongere broer Waldemar V het vorstendom Anhalt-Köthen. Hierbij omzeilden beide broers de erfrechten van hun jongere halfbroer Albrecht VI, die toen nog minderjarig was. Na de dood van Waldemar V in 1436 werd Adolf de enige vorst van Anhalt-Köthen. Hij droeg de eveneens de titel van heer van Köthen.
De drie overlevende zonen van Adolf kozen allemaal voor een kerkelijke loopbaan, waardoor zijn belangrijkste erfgenamen zijn halfbroer Albrecht VI en diens zoon Filips waren. Omdat er naar uit zag dat Adolfs familielijn de volgende generatie zou uitsterven, sloot hij in 1471 een opvolgingscontract 
met zijn neef, vorst George I van Anhalt-Dessau. Het contract stelde dat George I als medevorst de helft van Anhalt-Köthen kreeg, terwijl de andere helft van het vorstendom na Adolfs dood naar zijn halfbroer Albrecht VI zou gaan. Kort daarna stond George zijn deel van Anhalt-Köthen af aan zijn zoon Waldemar VI, die tot aan Adolfs dood in 1473 medevorst was van Anhalt-Köthen. 
In 1508 verkochten de laatste mannelijke leden van de linie Anhalt-Köthen binnen het huis Ascaniërs, Adolfs zonen Magnus en Adolf II, hun deel van het vorstendom Anhalt-Köthen aan Waldemar VI. 

## Huwelijk en nakomelingen
Op 2 november 1442 huwde Adolf in Ruppin met Cordula (overleden in 1508), dochter van graaf Albrecht III van Lindau-Ruppin. Ze kregen zeven kinderen:
- Anna (overleden in 1485), abdis van het klooster van Derenburg
- Magdalena (overleden na 1481), zuster in het klooster van Quedlinburg
- Bernhard, jong gestorven
- Melchior, jong gestorven
- Magnus (1455-1524), vorst van Anhalt-Köthen en kanunnik in Maagdenburg
- Willem (1457-1504), franciscanenmonnik
- Adolf II (1458-1526), vorst van Anhalt-Köthen en bisschop van Merseburg